# У Финляндского
«У Финляндского» — концертный зал, расположенный в Санкт-Петербурге по адресу: Арсенальная набережная, дом 13/1, в пяти минутах ходьбы от Финляндского вокзала. Здание построено в 1954 году по проекту архитекторов Г. И. Иванова, Н. В. Баранова, Н. Г. Агеевой. Вместимость зала составляет 568 мест.

## История
В середине 1960-х годов чётко определилась филармоническая направленность концертной деятельности. Каждый сезон открывался авторским концертом великого композитора Дмитрия Дмитриевича Шостаковича. В концертах участвовали ведущие солисты страны, Симфонический оркестр Ленинградской филармонии, за дирижёрским пультом стоял сын композитора Максим Шостакович.
1970-е годы определили и ещё одно направление зала — джазовое. В концертах выступали музыканты, сегодня ставшие классиками джаза: А. Козлов , Д. Голощёкин, Л .Чижик, И. Бриль, джаз-оркестры А. Кролла и О. Лундстрема. Ведущим этих джазовых концертов был музыковед Владимир Борисович Фейертаг.
В начале 1980-х зрители посещали авторские концерты советских композиторов-песенников: Андрея Петрова, Яна Френкеля, Марка Фрадкина, Оскара Фельцмана, Микаэла Таривердиева, Вениамина Баснера, Максима Дунаевского и многих других.
С 1985 года проводится в концертном зале проводятся Традиционные фестивали музыки для баяна и аккордеона — уникальное явление культурной жизни Санкт-Петербурга. В фестивалях принимали участие музыканты Москвы, Санкт-Петербурга, Украины, Литвы, Франции, Швеции, Финляндии, Германии, Дании, США.
В 1992 году на волне интереса к авторской песне на сцене Концертного зала проводился первый всероссийский фестиваль авторской песни. С успехом проходили творческие вечера известных бардов: Александра Городницкого, Вероники Долиной, Сергея Никитина, Олега Митяева, Евгения Клячкина, Юрия Кукина, Юлия Кима, Михаила Щербакова.
Основными направлениями репертуарной политики зала являются романс и русская народная песня, концерты бардов, вечера музыки для баяна и аккордеона, рок-концерты, творческие встречи, спектакли для детей и взрослых, вечера оперы и оперетты.
Начиная с 2010 года, в фойе Концертного зала регулярно проводятся художественные и фотовыставки выставки мастеров Петербурга и России.
28 сентября 2024 года состоялось открытие Концертного зала «У Финляндского» после капитального ремонта.

## Филиалы
В качестве основной концертной и культурно-просветительской площадки района Концертный зал «У Финляндского» входит в состав Санкт-Петербургского государственного бюджетного учреждения "Культурно-досуговый центр Калининского района", который имеет следующие структурные подразделения : Дом культуры «Созвездие» (Пискаревский пр., 10), Дом культуры «Галактика» (ул. Руставели, 12), Креативное арт-пространство «КАРП».